# Колосовщина (Могилёвская область)
Колосо́вщина (бел. Каласо́ўшчына) — деревня в Чаусском районе Могилёвской области Республики Беларусь. В составе Горбовичского сельсовета.

## История
До 2013 года в составе Каменского сельсовета.

## Население

### Численность
- 2009 год — 17 человек

### Динамика
- 2009 год — 17 человек